# Stefanos Miltsakakis
Stefanos Miltsakakis (Provatonas, 3 agosto 1959 – Los Angeles, 19 gennaio 2019) è stato un artista marziale e attore greco.

## Biografia
Nacque nel 1959 a Provatonas, piccola città greca vicina ad Alessandropoli, da una famiglia di lavoratori. Cresciuto alla vita di campagna, sin da bambino si appassiona alla lotta libera. In un'intervista dirà che la vicinanza della sua città natale sia al confine turco che a quello bulgaro ha influito molto, in quanto tutti gli abitanti della zona considerano molto importante la difesa personale.
Nel 1973 con la famiglia si trasferisce in America, benché non conoscano la lingua. Si stabiliscono in un monolocale, diviso con un'altra famiglia greca, a Charlotte, nella Carolina del Nord. Il giovane Miltsakakis soffre l'emarginazione che è costretto a subire: non parlando inglese ed essendo culturalmente diverso, stenta ad integrarsi con la gioventù locale.
Dopo essersi messo nei guai per il suo temperamento violento, l'allenatore di lotta libera del liceo da lui frequentato lo incoraggia ad entrare nella squadra scolastica: questo fatto cambierà la vita di Miltsakakis per sempre. Vince la borsa di studio per l'Università Statale della Carolina del Nord e diviene lottatore della squadra All-Americans.
Nel 1984, a 24 anni, viene selezionato per la squadra greca alle Olimpiadi di quell'anno, ma un infortunio al ginocchio proprio prima dell'evento lo costringe ad abbandonare i sogni olimpici.
Comincia così a considerare l'idea di lavorare nel mondo del cinema. Nel 1989 ottiene un piccolo ruolo nel film Cyborg, di Albert Pyun, dove ha la possibilità di lavorare con l'attore Jean-Claude Van Damme. L'esperienza lo lascia soddisfatto, tanto che si trasferisce a Los Angeles e comincia una carriera di piccole parti da caratterista, soprattutto in film di arti marziali.
Con Van Damme collaborerà ancora in Lionheart - Scommessa vincente (dove interpreta un soldato a bordo di una jeep), in La prova (dove interpreta un lottatore greco), in Maximum Risk (dove interpreta un killer) ed in Derailed (dove interpreta uno dei dirottatori).
Miltsakakis è stato un lottatore anche nella vita vera. Oltre ad allenarsi con il nuoto, la maratona e con la boxe, ha studiato e praticato il Ju Jitsu brasiliano e la Muay Thai.
Il 27 settembre 1999 partecipa al 9º Campionato Mondiale di Vale tudo, svoltosi ad Aruba, durante il quale vince contro il judoka Joe Charles in 8:38 minuti, registrando un record personale. Nel 2002 partecipa al 14º Vale tudo, dove vince contro Mariano Mendoza.
Miltsakakis è morto nel sonno il 19 gennaio 2019, nella sua casa di Santa Monica, in California, all'età di 59 anni.

## Filmografia

### Cinema
- Weekend con il morto (Weekend at Bernie's), regia di Ted Kotcheff (1989)
- Cyborg, regia di Albert Pyun (1989)

- Scuola militare (Shooters), regia di Peter Yuval (1989)
- Pronti a tutto (Downtown), regia di Richard Benjamin (1990)
- Lionheart - Scommessa vincente (Lionheart), regia di Sheldon Lettich (1990)
- Legion of Iron, regia di Yakov Bentsvi (1990)
- Ted & Venus, regia di Bud Cort (1991)
- Doppio guaio a Los Angeles (Double Trouble), regia di John Paragon (1992)
- Waxwork 2 - Bentornati al museo delle cere (Waxwork II: Lost in Time), regia di Anthony Hickox (1992)
- Long hang tian xia, regia di Tsui Hark (1992)
- Bersaglio di mezzanotte (Sunset Heat), regia di John Nicolella (1992)
- Zhan long zai ye, regia di Blackie Shou-Liang Ko (1992)
- Kickboxing mortale (Best of the Best II), regia di Robert Radler (1993)
- Codice marziale 4 - Il rinnegato (Martial Outlaw), regia di Kurt Anderson (1993)
- T-Force, regia di Richard Pepin (1994)
- Fists of Iron, regia di Richard W. Munchkin (1995)
- La prova (The Quest), regia di Jean-Claude Van Damme (1996)
- Maximum Risk, regia di Ringo Lam (1996)
- Rischio mortale (Shelter), regia di Scott Paulin (1998)
- Bloodsport: The Dark Kumite, regia di Elvis Restaino (1999)
- Vendette parallele (BitterSweet), regia di Luca Bercovici (1999)
- Derailed - Punto d'impatto (Derailed), regia di Bob Misiorowski (2002)
- Daredevil, regia di Mark Steven Johnson (2003)
- Bobby Z - Il signore della droga (The Death and Life of Bobby Z), regia di John Herzfeld (2007)
- The Man Who Came Back, regia di Glen Pitre (2008)
- Reach Me - La strada per il successo (Reach Me), regia di John Herzfeld (2014)
- Nella tana dei lupi (Den of Thieves), regia di Christian Gudegast (2018)

### Televisione
- Matlock - serie TV, episodio 5x7 (1990)
- Gli acchiappamostri (Eerie, Indiana) - serie TV, episodio 1x9 (1991)
- Baywatch - serie TV, episodio 3x16 (1993)
- Più forte ragazzi (Martial Law) - serie TV, episodio 1x3 (1998)
- Nash Bridges - serie TV, 4 episodi (1998-2001)
- Cold Case - Delitti irrisolti (Cold Case) - serie TV, episodio 4x22 (2007)